# プロギアの嵐
『プロギアの嵐』（プロギアのあらし）は2001年にケイブにより開発され、カプコンから発売されたアーケードゲーム。ジャンルはケイブ初の横スクロールシューティングゲーム（弾幕系）。日本国外版のタイトルはProgear。
後に他機種でも発売された（#移植版）。

## ゲームシステム
8方向レバーと2ボタン（ショット、ボム）で自機を操作する（基板の設定によっては、3つ目のボタンがオート連射ショットになっていることもある）。ショットボタンを連打するとショット主体の高速移動モード（ファイターモード）に、ショットボタンを押しっぱなしにするとガンフライヤーが主体となって、全方位の敵機を自動的に狙う攻撃モード（ガンナーモード）になる。ガンナーモード時は、自機の移動速度が遅くなる。全5ステージ。5面クリア時、一定の条件を満たしていると2周目に突入する（後述）。
ステージの背景には濃色が多用されているため、水色の敵弾とのコントラストが強い。また、画面外周に表示されるスコア等の文字情報は、自機が近づくと画面外にフレームアウトし、自機が遠ざかると画面内にフレームインする。

### 自機
ゲームスタート時に、2種類の戦闘機と3種類のガンフライヤーから、それぞれ1種類ずつを自機に選択する。また、機体選択時の特定のボタン操作により、フォーメーションの変更が可能。

#### 戦闘機
TYPE-A　ギャンブラー（搭乗者：リング・リード）
複葉、プッシャ式、複座水陸両用戦闘飛行艇。ギャンブラーとは「賭博師」の意。武装はワイドショット。移動スピードが遅いが広範囲に攻撃できる。
TYPE-B　ミリタント（搭乗者：ボルト・ボイヤー）
低翼単葉の、常識的な形状をした複座戦闘機。ミリタントとは「闘争士」の意。武装は集中型ショット。攻撃範囲は狭いが移動スピードは速い。

#### ガンフライヤー
α式（搭乗者：チェーン・チェロット）
カウリングのついた空冷エンジンに補助翼をつけた様な形状をしている。武装はエクスプロージョンミサイル。威力が高く着弾時に爆風が起こる。ガンナーモード時の旋回速度は遅い。自機の速度が遅くなる。ダライアスバースト クロニクルセイバーズにコラボDLCとして参戦している。
β式（搭乗者：ネイル・ネラ・ネロウズ）
α式と形状は似ているが、プロペラが後ろ向きについている。武装はキャノンボール。攻撃範囲が広く連射性が高い。ガンナーモード時の旋回速度は早い。自機の速度が速くなる。
γ式（搭乗者：リベット・リベラ）
テールローターとキャノピーの無いヘリコプターの様な形状をしている。武装はホーミングミサイル。敵を自動追尾し確実に着弾する。ガンナーモード時の旋回速度は標準。自機の速度に影響は無い。
ガンナーの性能は、ゲームのプレイ内容によって変化する「好感度」パラメータの状態によって変化する。また、自機とガンナーの組み合わせによって、それぞれの性能に特典がつくこともある。

### ジュエリング
敵機を倒した際の爆風に巻き込まれた敵弾は、指輪・宝石（得点アイテム）に変化する。これは「ジュエリング」と呼ばれ、本作の最も特徴的且つ攻略上必要不可欠なシステムであるが、何故かインストカードには一切記載されていない。
1. ファイターモードでジュエリングを起こした場合、敵弾は指輪に変化する。
  - 一度の爆発に巻き込まれた敵弾の数に応じて、アメジスト→ルビー→エメラルド→ダイヤモンドと高い価値の指輪が出現する。アメジスト、ルビー、エメラルドは小中大の3種類が存在するため、計10段階。
  - 獲得した指輪のうち、最も高い価値の指輪が画面隅に記録される。
2. ガンナーモードでジュエリングを起こすと、敵弾は宝石に変化する。
  - 宝石の価値は、フライヤーモードで記録された指輪と同じ価値の1種類のみが出現する。
    - 高い価値の宝石は、同じ価値の指輪より高得点（例：ダイヤモンドの指輪=100点、ダイヤモンドの宝石=1280点）。

  - ガンナーモードでは、敵弾が宝石に変わるエフェクトでもジュエリングが発生する。この範囲は高い価値の宝石ほど広い。これにより、追い詰められた状況からの一発逆転や高得点の可能性が生まれる。
3. 1つでも宝石を出現させてガンナーモードを終了すると、指輪の価値は最低に戻る。

画面中に散らばった宝石は、モードを切り換えることで自機に吸い寄せられる。しかし、ガンナーモードのジュエリングで出来た宝石を吸い寄せた場合、石の価値がリセットされてしまうため、回収のタイミングの見極めも重要な攻略要素の一つとなっている。
また、獲得した指輪/宝石に応じて画面下のジュエルカウンターが上昇する。このゲームではショットを1発当てる度にジュエルカウンターの1/1000（一の位以下は切り捨て）が入るため、こちらも高得点には重要な要素となる。

### 2周目
5面クリア時に「使用ボムが2個以内（コンティニュー使用の有無は問われない）」・「ミス回数が1度以内」のうち、どちらかの条件を満たしていた場合、ゲームは2周目に突入する。1周目とは以下の点が異なる。
- ジュエルカウンターが2倍になる。
- 宝石の落下速度が速くなる。
- 敵編成と攻撃パターンが変わる（雑魚、ボス共に）。
- 敵を倒すと、撃ち返し弾を大量に発射してくる。
- 道中でミスすると、必ず面の始めからリスタートになる（ボス戦はその場で復帰）。
- 点数による残機エクステンドが一切無い。（1UPアイテムは一度だけ取得できる）
- ボスを倒した際の台詞がコミカルなものになる（４面ボスだけは悲痛なものになる）。
- 好感度の高低に関わらず、全面クリアするとトゥルーエンディングを迎える（1周目は好感度が5～6レベルでないとトゥルーエンドにならない）。
- エンディングに、スタッフロールが追加される。

シューティングゲーム愛好家の間では2周目の難易度はシューティングゲーム史上屈指とも言われているが、ノーコンティニューでの2周クリアは稼働後比較的早い段階で達成されている（アルカディア2001年8月号で既に確認できる）。2周クリアのためには、ジュエリングパターンを構築し、1周目で残機を9機まで増やしてから2周目に入る事がほぼ必須となっている。道中でミスをするとステージの最初からリスタートされるため、それだけでは即クリアとはいかずプレイヤーに相当な実力が求められるようになっている。

## ストーリー
風力を生かした永久機関「プロギア」により産業が発展したパーツ王国では、ついに不老不死の技術までもが実現されてしまった。永遠の命を手に入れた老人達は「元老院」を名乗り、理想社会の建設を実現するべく政府に宣戦布告、その圧倒的戦力をもって後の世に「賢者の制裁」と呼ばれる大粛清を開始した。抵抗を試みた大人たちは成す術なく倒されていき、やがて残されたのは、子供たちだけで構成された少年空士隊のパイロットだけとなってしまった。そして、なおも容赦なく繰り返される元老院の攻撃に追い詰められた少年たちは、新兵器「ガンフライヤー」と共に、燃えさかる格納庫の中から戦いの大空へと飛び立っていった。
「大人達はみんな死んだ…。大切なものを守るために今度は僕たちが立ち上がる番だ!」

## 登場人物
キャラクターの名前には、それぞれ工具が使われている。少年空士側が小さなパーツ、元老院側が解体用の工具と対比付けられている。

### 少年空士
元老院に対し、反旗を翻した少年少女たち。詳細な設定は公式HP内の解説を参照。
リング=リード（声：古澤光夫）
貴族空士を父親に持つ、少年空士のエースパイロット。14歳。
元老院との戦いで戦死した父をも唸らせたほどの、優れた直感力の持ち主。
父親同士の繋がりからか、チェーンとは幼馴染であり、長年のパートナー同士。
チェーンをパートナーにした上でトゥルーエンドを迎えると、彼女と結婚し、その笑顔を守るためにこれからも生きることを誓う。
ボルト=ボイヤー（声：井上淳哉）
政治家を父親に持ち、自分も学園内で生徒会長を務める15歳。少年空士のリーダー。
ネイルとは親同士の親交上、面識がある。
チェーン=チェロット（声：柴田あき）。
リングの幼馴染で、名門貴族空士の娘。14歳。
親の七光りを嫌い、個人として認めてもらうために日々訓練を怠らない。リングと同じく、元老院との戦いの中で父を喪う。
リングとは長年のパートナーで好意を持っており、彼とのトゥルーエンドにて、晴れて結婚に至る。
ネイル=ネラ・ネロウズ（声：加藤みどり）
パーツ王国王室の末娘で王族唯一の生き残り。プレイヤーキャラクター最年少の12歳。
ガンナーの英才教育を受けており、ボルトをたたみ込む。性格と身分のせいか、気持ちと正反対の行動をし、彼に気持ちを伝えられない。
いつも一緒にいるトカゲの名前はクギー。
最終的に王制廃止によって王族でなくなってしまうことが、ボルトとのトゥルーエンドで明かされる。
リングとのトゥルーエンドでは王制について言及されないが、着地時に右足を骨折してしまい入院。電動車椅子に乗ってのわがまま放題な姿に、リングは「これが彼女の強さなのだろう」と前向きに解釈する。
リベット=リベラ（声：平坂雅代）
正規軍に入隊したばかりの女性隊員。プレイヤーキャラクター最年長の18歳。
ネイルの教育係として彼女のそばにいるが、上官である大佐（姓名は作中に出てこない）の命令で、少年空士と共に戦う。
実はその大佐と不倫関係にあるのをネイルに勘付かれており、ゲーム開始の時点で、すでに大佐の子である双子を身篭っていた。
戦後は大佐の遺児となった双子を出産し、子供と犬に囲まれて幸せな生活を送る様子がエンディングで判明する。
リングとのトゥルーエンドでは、彼からの求婚を受け入れるも、大佐の子を宿していたことを知ったリングの心に葛藤を負わせてしまう（リベット自身は、リングに対してはまんざらでもない感情を持っている）。ボルトとのトゥルーエンドでは、出産を一同から祝福される。

### 元老院
最先端技術によって不老不死の身体を手に入れた、“賢者”と名乗る財界の有力者たち。やられた時のセリフが1周目と2周目で大きく違う。
バロッサム=ペンチ国視正（STAGE1ボス）
ガンフライヤー格納庫周辺の部隊を指揮し、魚型の飛行船トビウオ（TOBIUO）を操縦する。
ゲーブリエル=ハンマー大師（STAGE2ボス）
港湾地帯を指揮し、潜水艇ハクゲイ（HAKUGEI）に乗る。スキンヘッドとゴーグル状の眼鏡型パーツが特徴。
ジムチャック=スパナ聖特吏（STAGE3ボス）
帝都付近を指揮し、装甲車コロギス（KOROGIS）に乗る。会話する時は腹話術用の人形を通して話す。
オルソロ＝ニッパー総議書記長（STAGE4ボス）
山岳地帯を指揮し、空中要塞クラーケン（KRAKEN）に乗る、元老院の紅一点。
因みに2周目でやられた時のセリフが、不老不死になったことを後悔するという悲痛なものに変わる。
レオナルド＝ドリル元老大元帥（最終ボス）
元老院の長。元老院のメンバーを取りまとめ、浮遊島中枢で待ち構える。搭乗機は球形要塞ボルボックス（VOLVOX）。
ライオンの様な顔で登場するが、実はこれはマスクであり、2周目で素顔を見せる。
乗機であるボルボックスも1周目と2周目で大きく違い、2周目では撃破までに形態と攻撃パターンがそれぞれ1段階増加する。

## 開発
本作はスチームパンクの設定・特徴を持っているが、2014年発売のサウンドトラック内の開発資料において、スチームパンク風にしたのは第二次世界大戦を意識しアジア圏での受けを良くしたかったためと語られている。また、開発構想当初は縦画面スクロールシューティングであったことも明かされた。
本作のイラストとボルトの声優は当時ケイブに所属していた井上淳哉が担当している。エンディングアニメーションは漫画形式となっており、ケイブ作品の中で唯一、井上淳哉のマンガを読むことができる作品となっている。エンディングは複数のパターンが用意されている。
ケイブ作品では初の横スクロールシューティングであり、商業作品としては世界初の横スクロール弾幕シューティングゲームである。「人間の目は縦の動きには強いが、横の動きには弱い」ために通常の縦スクロール弾幕シューティングよりも難易度が高いと感じられる傾向もあり、プレイヤー側にはそれほど受け入れられなかったことがケイブの池田恒基によって語られた。同社のケツイと同じく敵の攻撃に多種多様な変則的な弾幕パターンを多用しており、それらを回避し続けるのが難しいとされる。この反省から後に難易度を選択制にし、幅広い層が手軽に遊べるようにしたデススマイルズが開発された。その後、モードを切り替えられる戦闘機とオプション、爆発に巻き込んで得点アイテムを出すといった類似要素を持つ横スクロールSTG赤い刀がリリースされ、派生バージョン赤い刀EXAレーベルではプロギアの嵐のスコアアタック要素を思わせる専用のモードが用意されている。

## 移植版
2004年4月28日に開始した携帯電話（iモード/Vodafone）用の「ゲーセン横丁」で、「プロギアの嵐」及び「プロギアの嵐DX」のタイトルで期間定額制で遊ぶことができたが、現在はサービスを終了している。
日本国内においては長い間、家庭用プラットフォームへの移植は実現されていなかった。理由として、過去にケイブユーザーズルームで開発側が「需要が少ないため、売れる見込みがない。」「横画面ではありますが、業務用の基板であるCPS2の画面の縦横比がかなり特殊ですので、敵弾の弾道やそれに伴った弾避けであるといったゲームの主要部分を完全に再現することは、かなり難しい」と語っていた。
2019年4月16日、カプコンUKが公式ツイッター上にて発表したアーケードスティック一体型ゲーム機『Capcom Home Arcade』に収録されることが判明した。欧米にて10月25日に発売予定。日本での発売はアナウンスされておらず、ゲームの仕様は海外版ROMを使ったエミュレーターのFB Alphaでの動作となっている。
2020年12月11日、カプコンはNintendo Switch用ダウンロードソフト『カプコンアーケードスタジアム』を2021年2月に配信することを発表した。その中で、本製品のDLCパックの一つ「Capcom Arcade Stadium Pack 3：アーケードはさらなるステージへ！」にプロギアの嵐が収録されることが発表された。国内ではアーケード版の移植は初となる。
2021年2月18日、カプコンはNintendo Switch用ダウンロードソフト『カプコンアーケードスタジアム』の販売を開始した。同時に PlayStation 4 / Xbox One / PC版 も後日配信予定であることが公式サイト上にて発表され、同年5月25日に配信がされた。

## 関連商品
2003年9月26日、カプコンのレコードレーベル『セルピュータ』からサウンドトラックが発売された。収録音源は『CPS-2』とオリジナルの音源を収録している。構成はCD1枚組と設定資料やイラストやラフ、原画を収めたアートコレクションが1冊となっている。
2014年2月28日、『スーパースィープ』のレコードレーベル『スィープレコード』から開発資料やラフ＆原画などのグラフィックをデータ化したCD付きで再販された。作曲・編曲・効果音は菊池幸範。